# Palaeocharis
Palaeocharis is een geslacht van vliesvleugeligen uit de familie Eucharitidae. De wetenschappelijke naam van dit geslacht is voor het eerst geldig gepubliceerd in 2009 door Heraty & Darling.

## Soorten
Het geslacht Palaeocharis is monotypisch en omvat slechts de volgende soort:
- Palaeocharis rex Heraty & Darling, 2009